# Mas Serrallers
Mas Serrallers és una obra del municipi de Serra de Daró (Baix Empordà) declarada bé cultural d'interès nacional.

## Descripció
Situat prop al nucli de Serra de Daró, té una torre de defensa amb espitlleres i restes de matacà (segle xvi).
El Mas Serrallers és un gran edifici d'estructura irregular i complexa, situat a la vora de l'església. El seu element més remarcable és la torre fortificada, de planta rectangular, situada en un dels angles. Aquesta torre es troba integrada al conjunt de l'habitatge, i en l'actualitat es cobreix amb teulada a dues vessants. Té aproximadament uns vuit metres d'alçària. La façana d'accés és a l'interior d'un gran pati. Té una porta d'arc escarser amb una inscripció on figura el nom del mas. El conjunt presenta altres elements d'interès, com les finestres de tipologia gòtico-renaixentista que apareixen al cos afegit a la torre. L'aparell és de diferent qualitat en els paraments: mentre que la torre presenta carreus ben escairats, la resta va ser construïda amb paredat.

## Història
L'origen del Mas Serrallers és medieval. La torre de defensa a la qual s'hi van afegir posteriorment la resta de construccions data del segle XIV-xv. Posteriorment, durant els segles xvi-xvii es van construir els cossos de l'ala est, i la resta del conjunt s'aniria completant en dates successives, en funció de les necessitats del mas.